# Väpplingsandbi
Väpplingsandbi (Andrena gelriae) är en art i insektsordningen steklar som tillhör överfamiljen bin och familjen grävbin.

## Beskrivning
Väpplingsandbiet har en kroppslängd på 9 till 11 millimeter. Kroppen är försedd med en fin behåring, kraftigast på mellankroppen och bakbenen. På honans mellankropp, som har mörk grundfärg, är behåringen gulrödaktig och på bakbenen och mellanbenen är behåringen rödbrun. Hanen har mera grå och gråvita markeringar på mellankroppen. Bakkroppen hos både hona och hane är svart med vitaktiga markeringar mellan tergiterna (segmenten på bakkroppens ovansida), som på den bakre delen av bakkroppen kan bilda sammanhängande ränder.

## Ekologi
Arten lever både på fuktiga habitat och torrare sådana, som delvis beskogade gräsmarker och stäpper. I Norden flyger den under omkring en månad kring midsommar; längre söderut, där den kan ha två generationer, sträcker sig flygtiden från maj till augusti.
Väpplingsandbiet är polylektiskt, trots att det i Norden förefaller vara specialicerat på ärtväxter, i synnerhet getväppling. På kontinenten besöker den också ärtväxter, förutom getväpplingar även sötväpplingar, vickrar, klövrar, lusernsläktet, vialer, kvastginstsläktet och käringtandssläktet, samt korgblommiga växter, korsblommiga växter, desmeknoppsväxter, strävbladiga växter, rosväxter och flenörtsväxter. Ekologin är dåligt känd, men honan gräver troligtvis larvbona i vegetationsfria grus- och sandmarker. Parasitbin till väpplingsandbiet uppges från mellersta Europa vara gökbina strimgökbi (Nomeda striata) och Nomada rhenana. I Sverige finns inga kända boparasiter till väpplingsandbiet.

## Status i Sverige och Finland
I Sverige är arten rödlistad som starkt hotad ("EN"), och minskningen som lett fram till denna klassning fortsätter. Den främsta orsaken är troligtvis den pågående igenväxningen av landskapet, som berövat arten mycket av dess parningsbiotoper. Även besprutning med växtgifter, slåtter av vägrenar och markbeläggning påverkar arten negativt. Även i Finland har arten gått starkt tillbaka.

## Utbredning
Utbredningen är osäker, men arten finns troligtvis över större delen av den europeiska kontinenten, dock på de flesta områden starkt fragmenterad, från Iberiska halvön, södra Frankrike över Mellan- och Östeuropa till Turkiet och åtminstone Kaukasien. Det finns även rapporter om fynd längre österut, vid Irkutsk oblast, Jakutien, Amur oblast, Chabarovsk kraj och Primorje kraj.
I Sverige fanns arten tidigare mer utspridd i de sydöstra delarna av landet, från Skåne till Uppland, men idag finns den troligtvis endast kvar i Skåne, Småland och Östergötland.
I Finland har de flesta observationer gjorts från Åland och sydkusten över de östra delarna av landet till Norra Karelen i mellersta delen av landet, men under 2000-talet har på grund av den starka tillbakagången, från livskraftig 2000, över rödlistningar som sårbar ("VU") 2010 till starkt hotad 2019 endast ett fåtal observationer gjorts. 